# اوچ‌گوز (بسنی)
اوچ‌گوز {{ترکی|Üçgöz) (به کردی: Sûfraz) (به ارمنی: Սուրֆազ) یک منطقهٔ مسکونی در ترکیه است که در بسنی واقع شده‌است.